# نیم دلاری سده آلاباما

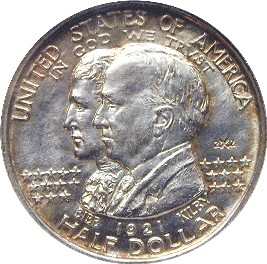

نیم دلاری سده آلاباما (انگلیسی: Alabama Centennial half dollar) یک سکه پنجاه سنتی یادبودی بود که توسط اداره ضرابخانه ایالات متحده آمریکا و به مناسبت صدمین سال ورود ایالت آلاباما به مجموعه ایالات آمریکا (۱۸۱۹ میلادی) در سال ۱۹۲۱ ضرب گردید. این سکه توسط خانم گاردین فراسر اولین زن طراح آمریکایی طراحی شد.